# Maami
Maami (en español: Mi Madre) es una película dramática nigeriana de 2011 producida y dirigida por Tunde Kelani. Está basada en una novela del mismo nombre, escrita por Femi Osofisan, y adaptada a la pantalla por Tunde Babalola. Está protagonizada por Funke Akindele como Maami, junto con Wole Ojo y Olumide Bakare. Aunque fue un fracaso comercial, en general recibió críticas positivas.
La película, que se desarrolla dos días antes de la Copa del Mundo de 2010, cuenta la historia de Kashimawo (Wole Ojo), un futbolista internacional que acepta su dolorosa infancia, reflexionando sobre el amor de su madre por él en medio de la pobreza y privaciones. Recibió cuatro nominaciones en los Séptima edición de los Premios de la Academia del Cine Africano; incluyendo las categorías Mejor Película Nigeriana, Logro en Cinematografía, Mejor Diseño de Producción y Mejor Actor Infantil.

## Elenco
- Funke Akindele como Maami
- Wole Ojo como Kashimawo
- Ayomide Abatti como Young Kashimawo
- Tamilore Kuboye como Dolapo
- Olumide Bakare como Otunba Bamisaye
- Godwin Enakhena como presentador deportivo
- Sanya Gold como Mr Ojo
- Peter Badejo como secretario de la NFF

También cuenta con apariciones especiales como invitados de Yinka Davies, Kayode Balogun, Fatai Rolling Dollar y Biodun Kupoluyi.

## Lanzamiento
El avance oficial fue lanzado el 18 de noviembre de 2011, un póster promocional fue presentado posteriormente, el 30 de enero de 2012. Se estrenó el 4 de junio de 2011 en el centro de Muson, Lagos. También se proyectó el 13 de junio de 2011 en el Fountain Hotel, Ado Ekiti. Se proyectó en festivales de cine, antes de su estreno general en cines el 3 de febrero de 2012.
Fue lanzada en VOD el 5 de junio de 2013 a través de Dobox TV y en DVD por la compañía Ajimson el 14 de abril de 2014. Se filmaron nuevas escenas y se agregaron al DVD de edición extendida; Según Kelani, las escenas estaban presentes en el guion original pero inicialmente decidió no filmarlas. Sin embargo, el DVD fue fuertemente pirateado en menos de 48 horas después de su lanzamiento, lo que provocó una gran pérdida para Mainframe Studios.

## Recepción

### Recepción crítica
Maami fue recibida con críticas generalmente positivas, principalmente debido a su historia. Nollywood Reinvented le dio una calificación de 75%, elogió la realidad de la historia, la actuación de Funke Akindele y la destacó por tener citas memorables y temas fuertes. Concluyó diciendo: "había un par de actores débiles aquí y allá, la historia no te parece 'genial' desde el principio" aunque añadió que "hay muchos momentos que son muy entrañables, tienes la sensación de que falta algo en la película, pero en general fue un placer verla". The Africa Channel comentó: "Es poco probable que cualquier película que comience con una cacofonía de vuvuzelas tenga la sutileza como un valor central, y Maami ciertamente está a la altura de la reputación de cine audaz por la que se celebra a Kelani. La trama es interesante y, en algunos puntos, inquietante, plagada de robos, chantajes emocionales y engaños". Gbenga Adeniji de The Punch mencionó: "Es una historia conmovedora que lo descubre todo, pero permite a los espectadores expandir su imaginación y participar en una reflexión sobria. Es humorística, meditativa y pura. El estilo de producción cinematográfico de Kelani saluda el pasado, reconoce el presente y captura el futuro". Beatriz Leal Riesco de Okay Africa concluyó: "Esta adaptación cinematográfica de la novela homónima de Femi Osofisan aprovecha todos los ingredientes de la epopeya nigeriana actual: brujería, melodrama, corrupción, fútbol y amor. Con un complejo elenco de personajes con los mejores talentos, Maami es una obra maestra del cine popular, fruto tanto de la industria cinematográfica única de Nollywood como de la personalidad inspirada de su director, el internacionalmente aclamado Tunde Kelani". Toni Kan de DStv percibió que la película sería mucho mejor como narrativa lineal, criticó la actuación de Ayomide Abatti y concluyó: "Maami es una película hermosa para ver. Es de ritmo rápido y la historia te atrapa desde el principio y la cinematografía característica de Kelani brilla a través de ella", la película emana "mensajes fuertes para nuestro tiempo y Tunde Kelani los transmite maravillosamente". Wilfred Okiche de YNaija concluyó: "la experiencia general es superior. Tiene un gran impacto emocional y es posible que te encuentres derramando una lágrima o dos. Nos damos cuenta de que las buenas películas cuestan dinero y nos hemos resignado a la colocación de productos, pero afortunadamente, lo mantienen de buen gusto y al mínimo aquí. No es una película perfecta, pero definitivamente es una película para ver". 9aijabooksandmovies le otorgó 3 de 5 estrellas y comentó: "Maami es una película emocionalmente embriagadora, donde los espectadores son visualmente servidos con grandes pintas de escenas conmovedoras y lágrimas, derivadas del amor incondicional que una pobre madre tiene por su único hijo. Es una historia bellamente elaborada; los espectadores nadan en la piscina de recuerdos y se detienen intermitentemente para inhalar un nuevo aliento de la realidad. A pesar de sus deficiencias más en los detalles técnicos, Maami es una película obligada y otro buen trabajo de las producciones Mainframe". Fola Akintomide comentó: "En general, la película mantiene a su audiencia atada con éxito con una historia asombrosa, una exhibición técnica impresionante y actuaciones excepcionales de su elenco; de hecho, una vez más, el veterano de Nollywood y ganador de múltiples premios Tunde Kelani selló su nombre como uno de los merecedores iconos en África.
Sin embargo, la película no fue bien recibida por algunos críticos. Amarachukwu Iwuala de Nigeria Entertainment Today dio una crítica mixta, criticando el desarrollo del personaje y concluyó: "Obviamente, Tunde Kelani, el galardonado director de Oleku, Saworoide y Thunderbolt debería haber optado por una mejor adaptación de Maami, la novela de Femi Osofisan". Joseph Edgar de New Telegraph dio una crítica negativa; aunque elogió la calidad de la imagen y la actuación de Funke Akindele, analizó todos los demás aspectos de la película, comentando: "Vi a Magun y no pude levantarme de mi asiento cuando terminó la película. Lo que me sorprendió después de ver a Maami fue como un accidente automovilístico. Aparte de la calidad cinematográfica que no se le puede quitar [a Kelani], todo lo demás fue un desastre. El casting estuvo por debajo de la media, el guión se apresuró y parecía algo que se armó rápidamente. Honestamente, podía sentir a Funke tratando de sacar este naufragio, el resto fue solo un viaje al abismo de la estupidez". Itunu de The Movie Pencil examinó la película y concluyó: "En general, la historia no tenía una base sólida y era indecisa".
En medio de todas estas reseñas fue catalogada como una de las 100 mejores películas en lengua extranjera.

### Taquilla
Inicialmente obtuvo buena respuesta en cines. Sin embargo, las ganancias cayeron considerablemente después de la primera semana de estreno y fue declarada un fracaso comercial en taquilla. Aunque era muy popular en el momento de su lanzamiento, no se convirtió en un buen negocio ya que fue fuertemente pirateada.

## Reconocimientos
Recibió cuatro nominaciones en la séptima edición de los Premios de la Academia del Cine Africano y seis nominaciones en los Nollywood Movies Awards de 2013. También fue nominada en la categoría "Mejor director de cine" en los Nigeria Entertainment Awards 2013. Maami también ganó premios en los premios Africa Magic Viewers Choice Awards 2013 y en los premios ZUMA Festival Awards de 2012.
| Premiación                                                      | Categoría                               | Nominados        | Resultado |
| --------------------------------------------------------------- | --------------------------------------- | ---------------- | --------- |
| Séptima edición de los Premios de la Academia de Cine de África | Mejor película nigeriana                | Tunde Kelani     | Nominado  |
| Séptima edición de los Premios de la Academia de Cine de África | Logro en cinematografía                 | Sharafa Abagun   | Nominado  |
| Séptima edición de los Premios de la Academia de Cine de África | Mejor diseño de producción              |                  | Nominado  |
| Séptima edición de los Premios de la Academia de Cine de África | Mejor actor infantil                    | Ayomide Abatti   | Nominado  |
| The NET Premios de Cine de Nollywood 2013                       | Mejor actriz principal                  | Funke Akindele   | Nominado  |
| The NET Premios de Cine de Nollywood 2013                       | Mejor actor indígena                    | Wole Ojo         | Nominado  |
| The NET Premios de Cine de Nollywood 2013                       | Mejor actriz indígena                   | Funke Akindele   | Nominado  |
| The NET Premios de Cine de Nollywood 2013                       | Mejor película indígena                 | Tunde Kelani     | Nominado  |
| The NET Premios de Cine de Nollywood 2013                       | Mejor guion original                    | Tunde Babalola   | Nominado  |
| The NET Premios de Cine de Nollywood 2013                       | Mejor actor infantil                    | Ayomide Abatti   | Ganador   |
| Premios de entretenimiento de Nigeria 2013                      | Mejor director de cine                  | Tunde Kelani     | Nominado  |
| Opción múltiple Premios Africa Magic Viewers Choice 2013        | Mejor actriz de drama                   | Funke Akindele   | Nominado  |
| Opción múltiple Premios Africa Magic Viewers Choice 2013        | Mejor diseñador de iluminación          | Oluwole Olawoyin | Nominado  |
| Opción múltiple Premios Africa Magic Viewers Choice 2013        | Mejor director de arte                  | Bola Bello       | Nominado  |
| Opción múltiple Premios Africa Magic Viewers Choice 2013        | Mejor película en idioma local (yoruba) | Tunde Kelani     | Ganador   |
| Opción múltiple Premios Africa Magic Viewers Choice 2013        | Mejor director de fotografía            | Sharafa Abagun   | Nominado  |
| Festival de Cine ZUMA Premios ZUMA 2012                         | Mejor Director                          | Tunde Kelani     | Ganador   |
| Festival de Cine ZUMA Premios ZUMA 2012                         | Mejor película nigeriana                | Tunde Kelani     | Ganador   |
| Festival de Cine ZUMA Premios ZUMA 2012                         | Mejor actriz                            | Funke Akindele   | Ganador   |